# Traillochorema wardorum
Traillochorema wardorum là một loài Trichoptera trong họ Hydrobiosidae. Chúng phân bố ở miền Australasia.